# Rashidan
Rashidan is een Afghaans district in de centraal/zuidoostelijk gelegen provincie Ghaznī. Het betreft een nieuw district dat is afgescheiden van het district Jaghatu. Hoofdstad van dit district is de eveneens nieuw gevormde stad Rashidan. 29.000 inwoners van het district wonen in de dorpen.
De bevolking bestaat voor 96% uit Pathanen en voor 4% uit Hazara. 
Rashidan kampt met droogte en daardoor een watertekort, waardoor mensen naar andere districten of zelfs naar naburige landen vertrekken. Veel Rashidanen zijn werkzaam in de grenshandel van goederen met het naburige Pakistan.